# Lékárnička

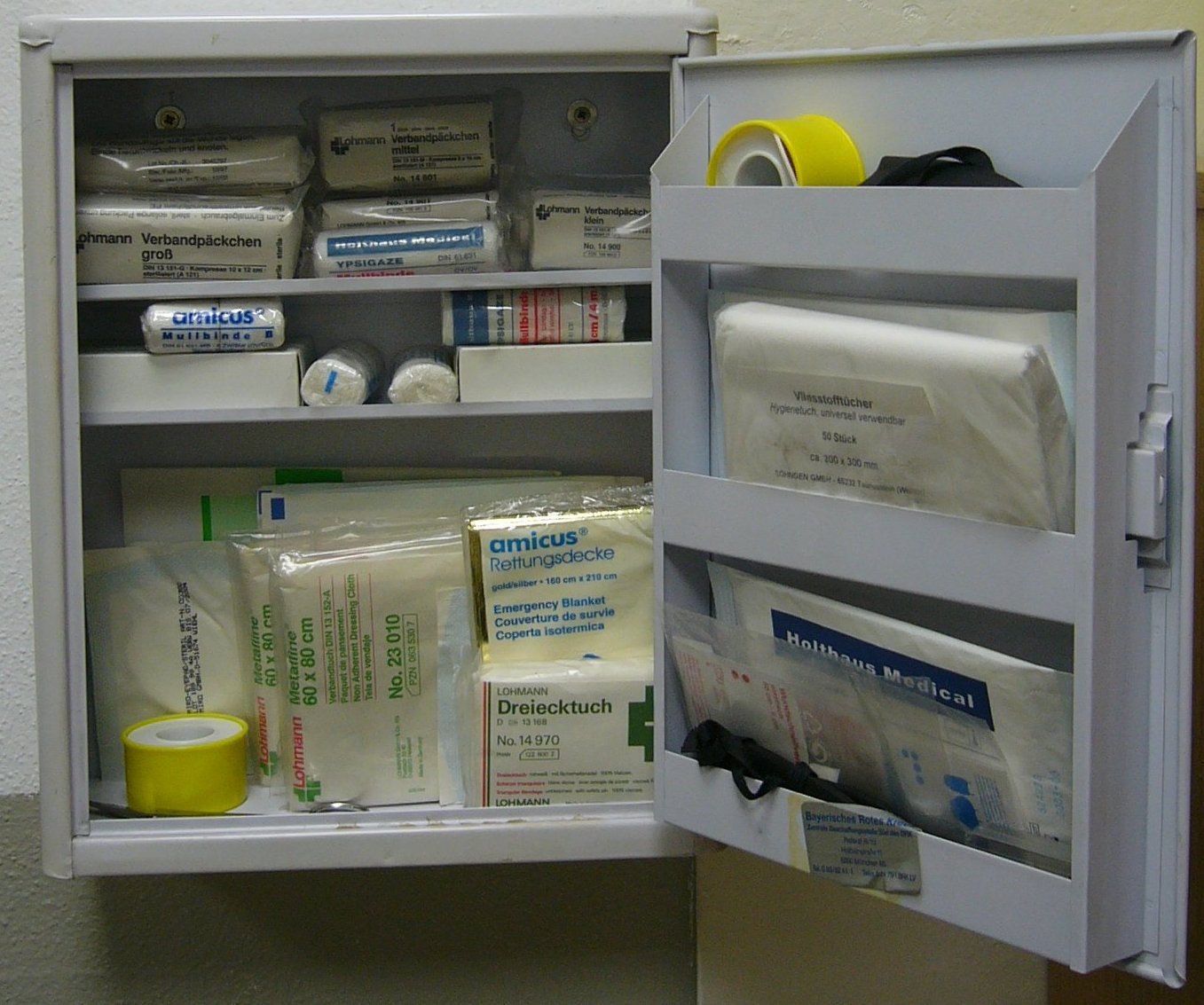
Lékárnička v německém provedení pro průmyslové prostory

Lékárnička je skříňka nebo pouzdro, uzpůsobené pro dlouhodobé a bezpečné ukládání zdravotnického materiálu, obvykle určeného pro poskytování první pomoci. Lékárnička musí být náležitým způsobem označena (modře lemovaným symbolem červeného kříže v bílém poli nebo bílým křížem v zeleném poli). Stacionární lékárnička musí být umístěna v dobře přístupném místě a její otevírání musí být možné bez použití nástroje. Lékárničky musí být konstruovány tak, aby uložený zdravotnický materiál byl chráněn proti znehodnocení.

## Lékárnička pro motorová vozidla
V České republice je lékárnička pro motorová vozidla (s výjimkou mopedu a motokola, jednonápravového traktoru s přívěsem a motorového vozíku) součástí povinné výbavy vozidla (vyhl. 341/2002 Sb.). Pro požární automobily je výbava příslušným druhem lékárničky stanovena zvláštním právním předpisem. Lékárnička musí být ve vozidle uložena v takovém prostoru, aby na ni nemohlo dopadat přímé sluneční světlo (záření). Tento úložný prostor pro lékárničku musí být suchý, čistý a snadno přístupný. U vozidel pro hromadnou přepravu cestujících se lékárnička umísťuje na označeném a přístupném místě v prostoru vozidla určeném pro cestující. Provozovatel vozidla musí lékárničku udržovat v řádném stavu a jednotlivé druhy zdravotnických potřeb obměňovat podle doby použitelnosti, která je na nich vyznačena.

## Domácí lékárnička
Obsah domácí lékárničky není normován a doporučuje se upravit jej podle složení rodiny (malé děti, senioři) a životních zvyklostí členů rodiny (hobby, záliby, životní styl). Doporučené minimální složení je následující:
- teploměr lékařský v pouzdře
- pinzeta anatomická
- gáza hydrofilní à 5 ks
- Spofaplast 2,5 cm × 2 m
- Spofaplast rychloobvaz 6 cm × 1 m
- obinadlo hydrofilní sterilní 6 cm × 5 m
- obinadlo škrtící pryžové 70 cm
- obinadlo hydrofilní sterilní 10 cm × 5 m
- vata obvazová skládaná 50 g
- Acylpyrin 10 tbl.
- Carbosorb tbl.
- Septonex nebo peroxid vodíku 3%
- Ophtal nebo borová voda

## Středisková lékárnička
Doporučený obsah střediskové lékárničky – vhodné při delších pobytech v přírodě ve více lidech, např. společné zotavovací akce, tábory, sportovní a turistické akce apod.

### Léky
- Acylpyrin — Při podezření na infarkt rozkousat 1/2 tablety (není vhodné pro děti)
- Ambrobene tablety — Při kašli – ředí hlen, usnadňuje odkašlávání – při léčbě kašle hodně pít. Dávkování: 3×1 tableta. (lze nahradit Mucosolvan, Bromhexin v tbl. či roztoku)
- Calcium panthothenicum mast — Urychluje hojení – vhodné na odřeniny a rány, rozpraskané rty
- Fenistil gel — Na hmyzí bodnutí s otokem, svěděním, alergickou kopřivkou.
- Gastrogel — Při překyselení žaludku a pálení žáhy. Při méně závažných obtížích jednorázově 1-2 tablety, lze opakovat až 6×denně. (lze nahradit Annacid, Rennie…)
- Ibalgin tablety 600 mg — Na bolest hlavy, zubů, svalů, zad. Nepodávat při žaludečních obtížích, byť jen v anamnéze (použít Paralen). Dávkování: 1-2 tablety najednou, maximálně 4 tablety denně.
- Ibalgin krém — Místní bolest při podvrtnutí, namožených svalech, zánětu šlach. Dávkování 3×denně. (Lze nahradit Veral, Voltaren, Dolgit, v krému či gelu)
- Jodisol roztok — Dezinfekce, ke kloktání a výplachům podezřelých ran zředíme 1:20. Nepoužívat u osob alergických na jód – použít Septonex (Lze nahradit Betadine roztok – ředit 1:10)
- Ophtalmoseptonex kapky — Při zánětu spojivek, podráždění oka světlem, větrem, cizím tělesem. Dávkování: 2 kapky do oka každé 2 hodiny. Nosit tmavé brýle.
- Ophtalmoseptonex mast — Při nehojících se zánětech spojivek, na něž nezabere Ophtalmoseptonex kapky. Mast se jemně nanese do spojivkového vaku každé 3-4 hodiny. Nedotýkat se hrotem tubičky oka ani řas – riziko přenesení infekce na další osoby! Při léčbě nosit tmavé brýle.
- Ophtal roztok — K výplachu oka, při poleptání, cizím tělesu v oku. Vždy použij nejprve proud čisté vody! Vaničku po použití opakovaně opláchnout vodou a pak dezinfekcí.
- Panthenol gel — Na popáleniny od ohně či slunce I. stupně (zarudnutí, otok). Nastříkat a nechat působit. Opakovat několikrát denně.
- Paralen — Proti horečce (nad 37,5), bolesti hlavy, zubů, zad. Dávkování 1-2 tablety najednou, max. 8 denně!
- Ichtoxyl mast — Na hluboko zapíchnuté třísky, či hnisající rány. Usnadní vyhnisání, uvolnění cizího tělíska. Kontrolovat okolí rány a mízní uzliny, při šíření zánětu k lékaři!
- Septonex sprej — Dezinfekce, lze použít pro alergiky na jód.
- Septonex zásyp — Na opruzeniny, případně na zasypání zasychajících ran.
- Zodac tablety — Při projevech alergie. Dávkování 1 tableta 1×denně. U alergika na hmyz při bodnutí ihned 2 tablety rozžvýkat a spolknout.(Lze nahradit: Flonidan, Zyrtec, Claritine, Fenistil…)
- Živočišné uhlí — (Carbocit tablety) – Při průjmu a podezření na otravu 4 tablety 3×denně. Nepodávat jídlo, hodně tekutin.

### Zdravotní materiál
- rychloobvaz (náplast s polštářkem) 6×1 cm
- gáza nesterilní na dezinfekci ran
- sterilní gáza v malém balení
- náplast bez polštářku – role 5 cm
- nůžky
- obinadlo pružné Idealtex – větší – 10 cm
- obinadlo pružné Idealtex – menší – 8 cm
- obvaz hotový č. 3
- obvaz hotový č. 4
- pinzeta anatomická
- rouška pro dýchání z úst do úst
- šátek trojcípý
- škrtidlo (Pozor! Zaškrcení bývá bez negativních následků pro končetinu možné na minimálně dvě hodiny, ale i více.)
- lékařský teploměr
- rukavice nesterilní
- resuscitační rouška — pro ochranu ošetřujícího při resuscitaci
- zavírací špendlík
- izotermická fólie — usnadní udržení tělesné teploty při nepohyblivosti nebo bezvědomí zraněného
- návod k použití
- propiska či tužka a papír

Text převzat z učebních skript projektu ZDrSEM

## Pohotovostní lékárnička
Pohotovostní lékárnička je vhodná na výlety, pro méně lidí, a tam, kde je středisková lékárnička zbytečný luxus nebo zátěž.
- rukavice nesterilní
- resuscitační rouška
- hotový obvaz č. 3
- hotový obvaz č. 4
- obinadlo pružné Idealtex menší než 8 cm
- trojcípý šátek
- náplast s polštářkem nedělená
- náplast s polštářkem dělená, 10 ks
- Betadine roztok (30 ml) – k dezinfekci, výplachům, po spotřebování doplnit
- Paralen 500 mg (10 tablet)
- nůžky
- zavírací špendlík
- propiska, papírový blok
- izotermická fólie

Text převzat z učebních skript projektu ZDrSEM

## Extrémní minimum
To, co by skutečně nemělo chybět nikdy, když se člověk vydává dále od civilizace, kde je příjezd záchranné služby nemožný nebo zdlouhavý
- obvaz č. 3
- rukavice nesterilní
- resuscitační rouška

Rukavice a resuscitační rouška jsou v tomto minimu proto, že navzdory své skladnosti mohou zachránit život zachránci, který poskytuje pomoc člověku infikovanému nakažlivou chorobou (žloutenka, AIDS při krvácejících ranách), o které nemusí vědět.

## Vojenská lékárnička jednotlivce
- obvaz kapesní vz. 90
- obvaz kapesní antimikrobiální vz. 90
- IPB – individuální protichemický balíček vz. 80
- dikacid tbl.
- autoinjektor COMBOPEN s antidotem proti NPL
- autoinjektor DIAZEPAM
- autoinjektor MORPHINE
- osobní lékárnička INLEK vz. 99
  - RING N (tablety)
  - Framykoin (zásyp) adsp. 5 g
  - Endiaron tbl. 250 mg
  - Kinedryl tbl.
  - Jodisol sol. 3,6 g (jodové pero)
  - Cosmos, dělená náplast 19 × 72 mm
  - Gáza sterilní sterilux 5 × 5 cm
  - Obsah lékárničky s návodem na použití